# Еорес ди Сопра (Болцано)
Еорес ди Сопра је насеље у Италији у округу Болцано, региону Трентино-Јужни Тирол.
Према процени из 2011. у насељу је живело 85 становника. Насеље се налази на надморској висини од 1543 м.